# Strzępiak żółtoblaszkowy

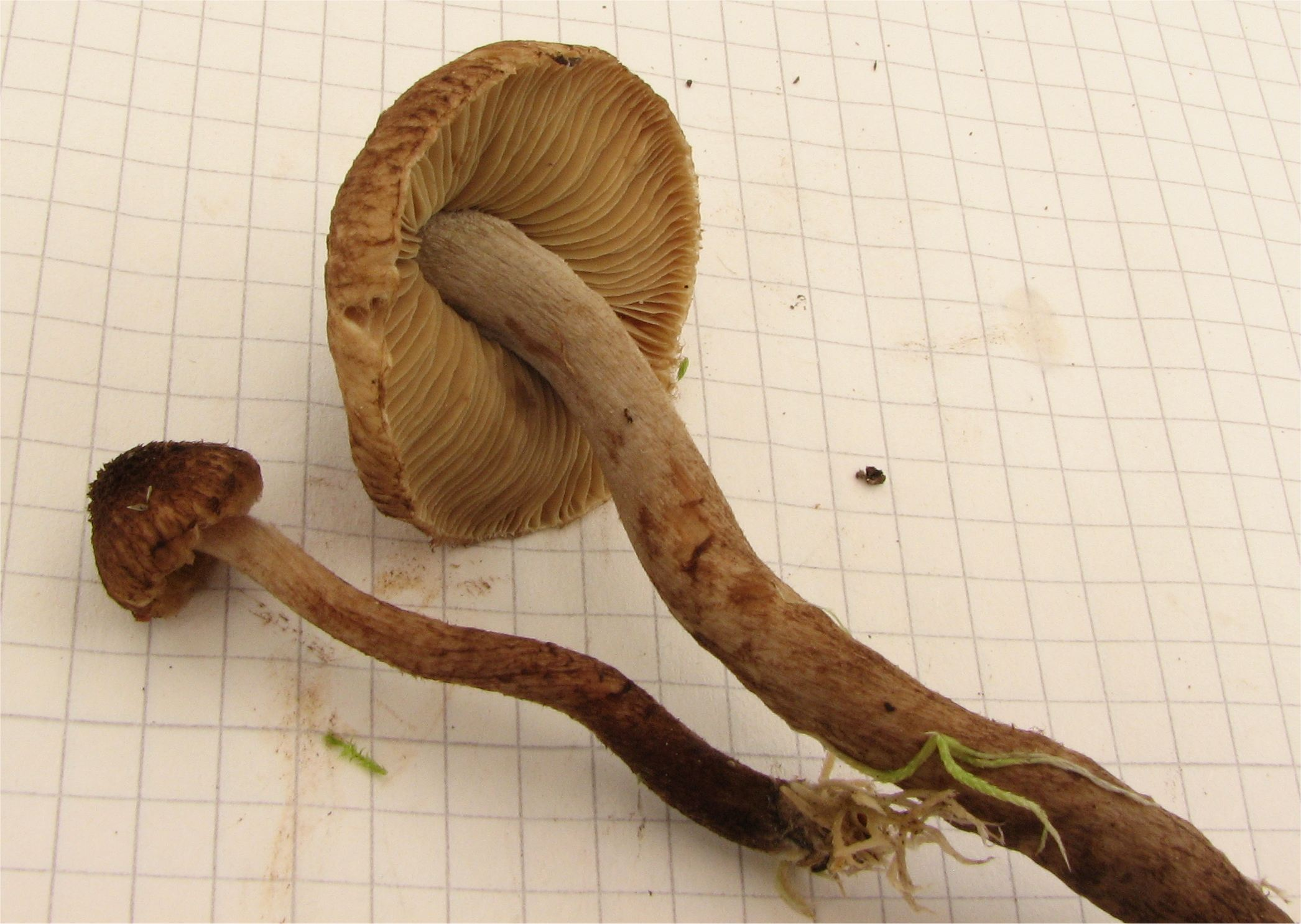

Strzępiak żółtoblaszkowy (Inocybe relicina (Fr.) Quél.) – gatunek grzybów należący do rodziny strzępiakowatych (Inocybaceae).

## Systematyka i nazewnictwo
Pozycja w klasyfikacji według Index Fungorum: Inocybe, Inocybaceae, Agaricales, Agaricomycetidae, Agaricomycetes, Agaricomycotina, Basidiomycota, Fungi.
Po raz pierwszy zdiagnozował go w 1821 r. Elias Fries nadając mu nazwę Agaricus relicinus. Obecną, uznaną przez Index Fungorum nazwę nadał mu Lucien Quélet w 1888 r.
Synonimy:
- Agaricus relicinus Fr. 1821
- Astrosporina relicina (Fr.) J. Schröt. 1889

Nazwę polską zaproponował Władysław Wojewoda w 2003 r. Andrzej Nespiak w monografii polskich strzępiaków nie opisał tego gatunku.

## Morfologia
Kapelusz
Średnica 2–4 (5) cm. Powierzchnia czerwonawo-brązowa z ciemnobrązowymi, wełnisto-filcowatymi łuseczkami na biało-brązowym, ochrowo-brązowym do ochrowo-żółtego tle. Na środku ciemnobrązowa, jaśniejsza ku brzegom. Za młodu pokryty brązowymi resztkami osłony. Kształt początkowo półkulisto-stożkowy, później rozpłaszczony z niewielkim garbkiem.
Blaszki
Wąsko przyrośnięte, brzuchate i gęste, u młodych owocników mocno żółte, u starszych oliwkowo-brązowe.
Trzon
Cylindryczny, pełny, równomiernie gruby na całej długości, czasami przy podstawie nieco poszerzony. Powierzchnia biaława, brązowiejąca ku podstawie, łuseczkowata.
Miąższ
Białawy lub brudnobiały, o zapachu spermy, w smaku łagodny.
Cechy mikroskopowe
Zarodniki brązowe, o średnicy 6–7 µm, z kilkoma wyraźnymi, trójkątnymi lub czworokątnymi guzkami. Cystydy o długości do 110 µm i ściankach grubości około 1 µm. Brak reakcji z KOH.

## Występowanie i siedlisko
Znane jest występowanie strzępiaka żółtoblaszkowego w niektórych krajach Europy. W piśmiennictwie naukowym na terenie Polski do 2003 r. podano cztery stanowiska – wszystkie już historyczne (1889, 1900 r.). Obecne występowanie tego gatunku w Polsce jest nieznane.
Grzyb mikoryzowy. Występuje na ziemi w lasach świerkowych, w wilgotnych, podmokłych miejscach, głównie w chłodniejszych regionach, od wczesnego lata do jesieni.